# С холода
«С холода» (англ. In From the Cold) — американский шпионский фантастический сериал-триллер Адама Гласса. Сюжет разворачивается вокруг бывшей русской шпионки, тайно проживающей в США, которая вынуждена вернуться к своей прежней жизни после того, как ЦРУ узнаёт о её настоящей личности. Сериал был выпущен на Netflix 28 января 2022 года.
На русский язык сериал дублирован студией «Невафильм» (режиссёр Татьяна Мельникова, переводчик Светлана Зайцева).

## Сюжет
Американка Дженни Франклин, пережившая недавний развод, приезжает в Мадрид в качестве сопровождающей своей дочери Бекки, которая входит в состав команды по фигурному катанию. Вышедшую из отеля по делам Дженни похищают агенты ЦРУ во главе с Чонси Лью, который утверждает, что Дженни не та, за кого себя выдаёт, — она легендарная шпионка советской эпохи Аня Петрова по прозвищу «Шёпот». В итоге, Дженни приходится раскрыть свою личность и присоединиться к расследованию странных убийств, произошедших в Мадриде.
Основной сюжет перемежается с воспоминаниями (флэшбеками) Ани Петровой из середины 90-х годов. Российская разведка поручила Ане похитить Фаину Орлову, дочь инженера по биологическому оружию, пытавшегося сбежать в Китай с секретными образцами. Однако в ходе задания между девушками возникает взаимная симпатия, мешающая осуществлению этой операции.

## В ролях
| Актёр                  | Роль | Дубляж            |
| ---------------------- | --- | ----------------- |
| Маргарита Левиева      | Дженни Франклин / Аня Петрова / «Шёпот» (бывшая русская шпионка, наёмная убийца, живущая в США; обладает способностью менять облик) | Виктория Слуцкая  |
| Киллиан О’Салливан     | Чонси Лью (ветеран ЦРУ, вербовщик Ани)                                                                                              | Артём Бордовский  |
| Лидия Флеминг          | Бекка Франклин (дочь Дженни, подающая надежды фигуристка)                                                                           | Анастасия Лазо    |
| Чарльз Брайс           | Кристофер «Крис» Кларк (хакер, работающий на ЦРУ во избежание тюремного заключения)                                                 | Никита Барсуков   |
| Стася Милославская     | молодая Аня Петрова \| |                   |
| Алёна Хмельницкая      | Светлана Петрова (бывшая сотрудница КГБ, обучавшая Аню) \|                                                                          |                   |
| Анастасия Мартин       | Фаина Орлова (девушка, влюбившаяся в Аню; дочь создателя биологического оружия) \|                                                  |                   |
| Хосе Луис Гарсия Перес | Фелипе Калеро |                   |
| Александра Прохорова   | Гайя Морозова |                   |
| Лола Мэй Лоугрэн       | Мэдди Дэвис (подруга Бекки) | Александра Жарова |
| Джереми Ан Джонс       | Су-инь (друг Фаины) | Чжан Цэ           |

## Список серий
| № | Название                         | Режиссёр            | Автор сценария                   | Дата премьеры  |
| - | -------------------------------- | ------------------- | -------------------------------- | -------------- |
| 1 | «Что горит?» «What Is Burning?»  | Эми Канаан Манн     | Адам Гласс                       | 28 января 2022 |
| 2 | «Невеста» «The Bride»            | Эми Канаан Манн     | Адам Гласс                       | 28 января 2022 |
| 3 | «Вдова» «The Widow»              | Даниэль Кальпарсоро | Эрика Андерсон                   | 28 января 2022 |
| 4 | «Семья» «The Family»             | Даниэль Кальпарсоро | Гайа Виоло                       | 28 января 2022 |
| 5 | «Давняя подруга» «An Old Friend» | Пако Кабесас        | Аня Мексин                       | 28 января 2022 |
| 6 | «Маленькая птичка» «Little Bird» | Пако Кабесас        | Кристофер Барбо, Мелисса Хименес | 28 января 2022 |
| 7 | «Гидеон» «Gideon»                | Биргитте Стэмозе    | Кристофер Барбо                  | 28 января 2022 |
| 8 | «Родина» «Motherland»            | Биргитте Стэмозе    | Адам Гласс                       | 28 января 2022 |

## Критика
Сериал получил от критиков смешанные отзывы. Зрители отмечают отличный подбор актёров, впечатляющую работу команды сериала: гримёров, художников-оформителей, звукорежиссёров, каскадёров. В то же время, отмечаются стереотипность диалогов, а также вторичность сюжета — он очень сильно напоминает о сюжетах таких картин, как «Чёрная вдова» или «Миссия невыполнима».